# Pelaw
Pelaw est une localité anglaise située dans le district métropolitain de Gateshead du Tyne and Wear.